# Naturpark Dahme-Heideseen
Der Naturpark Dahme-Heideseen ist eines von 15 Großschutzgebieten im Bundesland Brandenburg und liegt südöstlich von Berlin und Königs Wusterhausen in den Landkreisen Dahme-Spreewald und Oder-Spree. Das 594 Quadratkilometer große Gebiet umfasst einen großen Teil des Dahmelandes. Der Naturpark ist geprägt von großen Waldflächen, mehr als 100 Seen, die größer als ein Hektar sind, sowie von der Dahme, einem Nebenfluss der Spree. Die Dahmegewässer mit der Teupitz-Köriser-Seenkette sind ein ideales Wassersportrevier, insbesondere für Kanuten.

## Geschichte
Besiedelt wurde das Dahme-Heideseengebiet bereits während der Steinzeit; bis ins 6. Jahrhundert wurde es von Germanen bewohnt. Nach der Völkerwanderung wurden diese von westslawischen Wenden abgelöst, welche z. B. Streganz und Pätz gründeten.
Im 12. Jahrhundert wurde das Gebiet von deutschen und holländischen Feudalherren kolonisiert. So wurden die Burgen Storkow und Teupitz gegründet, sowie die Fließe ausgebaut, um Holz flößen und sowohl Wasser- als auch Sägemühlen betreiben zu können.
Mit der Friderizianischen Kolonisation im 18. Jahrhundert entstanden Orte mit Namen wie Philadelphia und Neu Boston.
Der Ausspruch „Raus in’t Jrüne“ beschreibt die Entdeckung des Landstriches zur Erholung und Entspannung durch die Großstädter zu Beginn des 20. Jahrhunderts. So entstanden in den 1920er Jahren vor allem entlang der Dahmegewässer neue Erholungsgebiete und Feriensiedlungen.

## Flora und Fauna
Während der Weichseleiszeit haben als Schmelzwasseraufschüttung abgelagerte Sande das Erscheinungsbild der Region maßgeblich beeinflusst. So entstanden durch den Wind vielerorts Binnendünen, die neben den Erhebungen der Grund- und Endmoräne ein abwechslungsreiches Relief erschufen. An diese großen Mengen von abgelagertem Sand mussten sich sowohl Tier- als auch Pflanzenwelt anpassen.
So finden sich in den eher kargen Talsand und Dünengebieten vor allem Flechten-Kiefernwälder, lichte Laubmischwälder und Sandtrockenrasen. Diese bieten den Lebensraum für wärmeliebende Tiere und Pflanzen, wie z. B. die Schlingnatter, den Wolfsmilchschwärmer oder die Grasnelke. Ebenso anzutreffen ist der Walker, der das Wappentier des Naturparks Dahme-Heideseen ist.
Aber auch große Erlenbruchwälder, die sich im Verlandungsbereich von Seen erstrecken, sind zu finden. Hier kann auch mit etwas Glück der seltene Eisvogel beobachtet werden.
Ökologisch besonders ist, dass die verschiedenen Lebensräume nicht inselartig verteilt sind, sondern miteinander verbunden sind. So finden sich im ganzen Naturpark nährstoffarme Kessel- und Verlandungsmoore, die Torfmoose, Wollgräser und Zwergsträucher beherbergen. Die weitgehend ungestörte Landschaft beherbergt sogar gefährdete Tiere wie Fisch- und Seeadler und auch Fischotter.
Doch auch der Mensch erschuf Refugien für die Natur. So sind durch kleinräumige und extensive Nutzung des Gebietes wertvolle Feucht- und Frischwiesen entstanden. So können hier sowohl Orchideen wie das Breitblättrige Knabenkraut, als auch die Kümmel-Silge und die Pracht-Nelke wachsen.
Luchgebiete zwischen Kolberg und Storkow wie das Naturschutzgebiet Luchwiesen bilden eine ganz besondere geologische und botanische Besonderheit. Hier steigt durch Spalten im Untergrund Salzwasser bis an die Oberfläche. An diese ungewöhnlichen Verhältnisse haben sich der Strand-Dreizack, die Bodden-Binse (Juncus gerardii) und das Strand-Milchkraut (Glaux maritima) hervorragend angepasst. Die mit Abstand größten Populationen der „streng zu schützenden“ Arten Kammmolch (Triturus cristatus) und Rotbauchunke (Bombina bombina) des Naturparks befinden sich im vom Schwenowseegraben durchflossenen Reichardtsluch östlich von Limsdorf. Aufgrund der repräsentativen regionalen Schwerpunktvorkommen dieser Arten wurde das Luch in den 2000er Jahren als Ergänzung in das FFH-Gebiet Schwenower Forst im Natura 2000 Verbund einbezogen (FFH-Gebiet Schwenower Forst Ergänzung).

## Seen

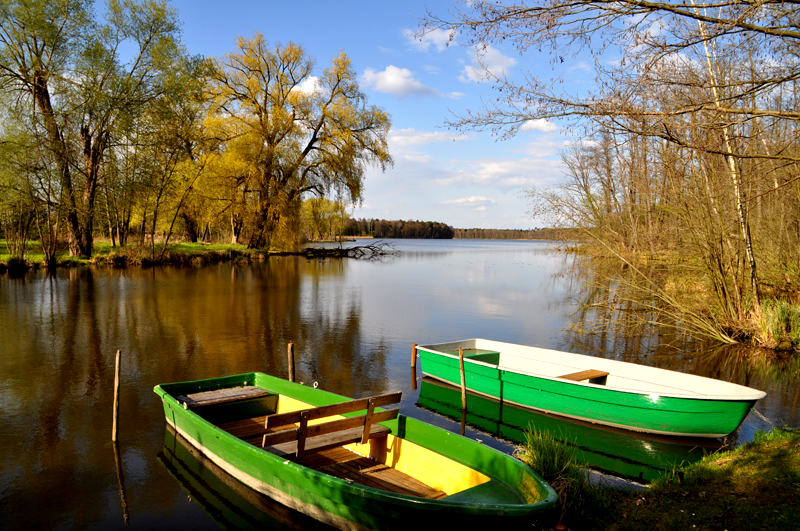
Stahnsdorfer See

Auswahl von im Naturpark Dahme-Heideseen gelegenen Seen:
- Alter Wochowsee
- Godnasee – ausgewiesen als FKK-Badesee
- Groß Schauener Seenkette
- Kutzingsee
- Springsee
- Stahnsdorfer See
- Wolziger See

## Tourismus
Mit mehr als 100 Seen und schier endlos scheinenden Wäldern ist der Naturpark Dahme-Heideseen ein ideales Erholungsgebiet. Die umfangreiche und teilweise unberührte Flora und Fauna bietet Einblicke in die einheimische Natur des rund 600 Quadratkilometer großen Areals. Die im Ort Prieros ansässige Naturwacht bietet Führungen durch die Sumpf- und Kulturlandschaft dieser Region an. So kann man sowohl dem einheimische Vogelgesang beim Frühlingserwachen, als auch den nächtlichen Gesängen lauschen. Bei Besichtigung von Krötenzäunen können seltene Rotbauchunken und Kammmolche beobachtet werden.

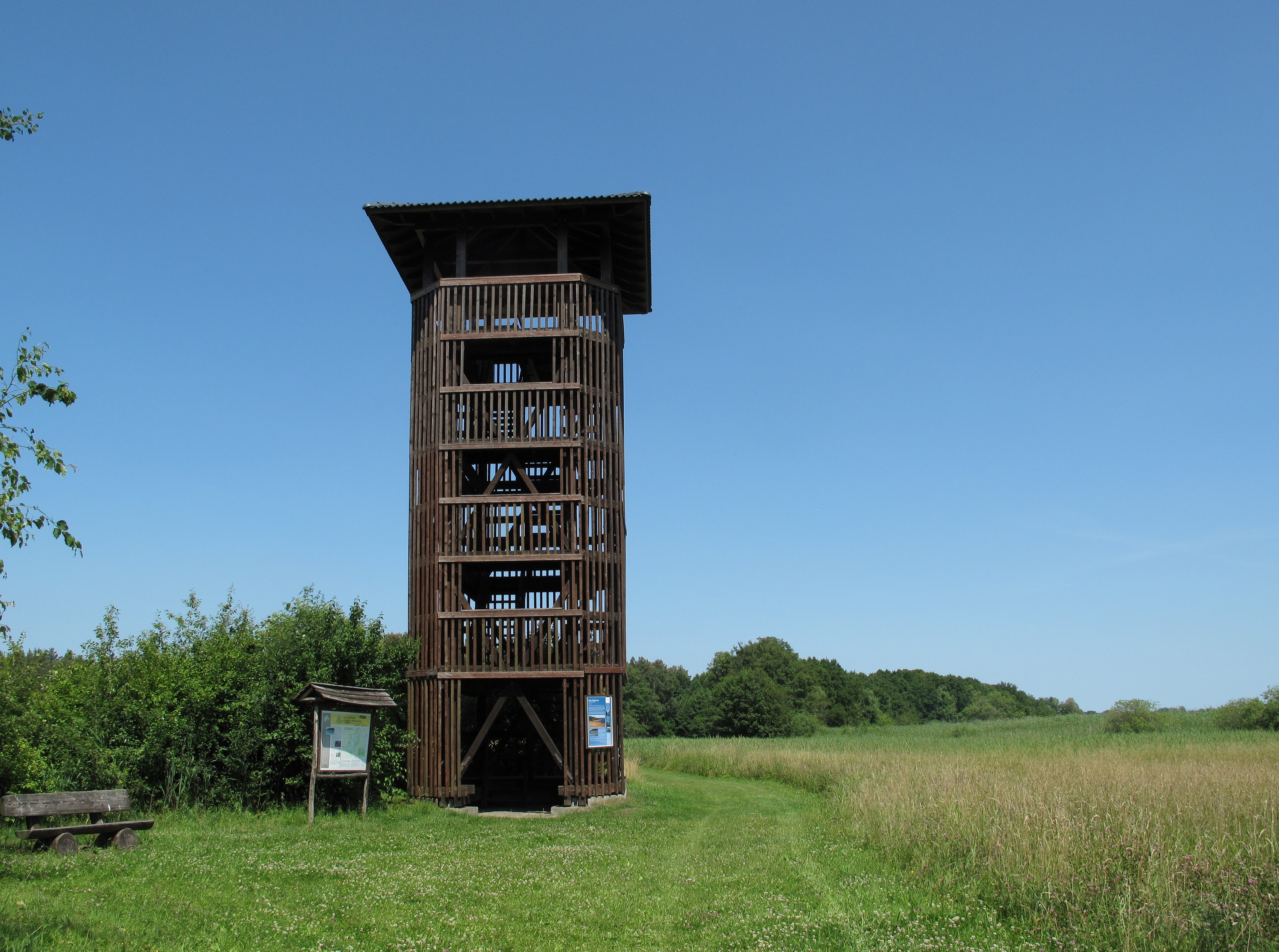
Aussichtsturm Selchow am Großen Wochowsee

Über die Dahme, die Spree, die Havel und die Elbe reichen viele der hier gelagerten Seen sogar bis an die Nordsee und laden zu ausgedehnten Bootstouren ein.
Touristische Ziele sind die Gemeinden
- Gräbendorf (Haus des Waldes, Kinder- und Jugenderholungszentren KiEZ Frauensee mit Floriansdorf und Kindertierpark sowie KiEZ Hölzerner See mit Haus des Wassers)
- Groß Schauen (Startpunkt für Ausflüge zur gleichnamigen Seenkette, dem Salzweg[3], sowie Ausstellungen zum angrenzenden Schutzgebiet)
- Klein Köris (Jugendherberge und Kutschen-Museum, Badegewässer)
- Prieros (Biogarten Prieros, Museum, Naturlehrpfad, neu eröffnetes Tourismuszentrum, Reiterhof)
- Selchow (Aussichtsturm)
- Storkow
- Teupitz (Naturlehrpfad).

Siehe auch: Tourismus in Brandenburg